# 華美寇蛛
華美寇蛛是寇蛛属的一種蜘蛛，分佈於東亞，如中國西南、華南和日本等地，正模標本發現於緬甸山區。成年雌蛛体长约8-9mm，生物學分類上曾被當做紅斑寇蛛。